# Mandat
Mandat (Мандат) è un film del 1963 diretto da Nikolaj Ivanovič Lebedev.